# Héctor Begeo
Héctor Begeo (Bauko, 19 giugno 1964) è un ex siepista e mezzofondista filippino, detentore del record nazionale dei 3000 metri siepi.
Nella sua carriera vanta sette medaglie d'oro ai Giochi del Sud-est asiatico, nonché tre partecipazioni ai Giochi olimpici estivi (Los Angeles 1984, Seul 1988 e Barcellona 1992).

## Progressione

### 1500 metri piani
| Stagione | Risultato | Luogo     | Data       | Rank. Mond. |
| -------- | --------- | --------- | ---------- | ----------- |
| 1994     | 3'59"99   | Giacarta  | 30-7-1984  |             |
| 1993     | 3'49"00   | Singapore | 13-6-1993  |             |
| 1988     | 3'54"42   | Bangkok   | 15-11-1988 |             |
| 1984     | 4'06"60   | Bacolod   | 31-2-1984  |             |
| 1982     | 4'00"00   | Manila    | 19-6-1982  |             |

### 5000 metri piani
| Stagione | Tempo    | Luogo     | Data       | Rank. Mond. |
| -------- | -------- | --------- | ---------- | ----------- |
| 1999     | 15'13"20 | Melbourne | 24-5-1999  |             |
| 1998     | 14'49"86 | Manila    | 8-6-1998   |             |
| 1997     | 14'54"50 | Giacarta  | 11-10-1997 |             |
| 1996     | 14'18"40 | Melbourne | 14-12-1996 |             |
| 1995     | 14'00"26 | Melbourne | 23-11-1995 |             |
| 1994     | 14'52"54 | Manila    | 3-12-1994  |             |
| 1991     | 14'35"36 | Manila    | 3-12-1991  |             |
| 1988     | 14'03"50 | Melbourne | 18-3-1988  |             |
| 1987     | 14'40"30 | Melbourne | 26-11-1987 |             |
| 1986     | 15'02"36 | Singapore | 17-8-1986  |             |
| 1985     | 14'22"28 | Bangkok   | 13-12-1985 |             |
| 1984     | 14'41"48 | Manila    | 11-11-1984 |             |
| 1983     | 15'26"52 | Manila    | 10-4-1983  |             |
| 1982     | 15'16"48 | Manila    | 29-8-1982  |             |
| 1981     | 16'12"10 | Bulacan   | 24-4-1981  |             |

### 3000 metri siepi
| Stagione | Tempo   | Luogo             | Data       | Rank. Mond. |
| -------- | ------- | ----------------- | ---------- | ----------- |
| 1999     | 9'22"25 | Singapore         | 24-7-1999  |             |
| 1997     | 9'08"28 | Giacarta          | 11-10-1997 |             |
| 1995     | 8'59"73 | Chiang Mai        | 12-12-1995 |             |
| 1994     | 9'18"73 | Manila            | 2-12-1994  |             |
| 1993     | 8'56"55 | Manila            | 31-12-1993 |             |
| 1992     | 9'01"70 | Manila            | 27-5-1992  |             |
| 1991     | 8'55"85 | Manila            | 1-12-1991  |             |
| 1989     | 8'46"66 | Melbourne         | 3-3-1989   |             |
| 1988     | 8'35"09 | Seul              | 28-9-1988  |             |
| 1987     | 8'54"70 | Melbourne         | 5-11-1987  |             |
| 1986     | 8'50"02 | Seul              | 30-9-1986  |             |
| 1985     | 8'51"95 | Giacarta          | 28-9-1985  |             |
| 1984     | 8'51"40 | Manila            | 27-5-1984  |             |
| 1983     | 8'55"57 | Madinat al-Kuwait | 6-11-1983  |             |
| 1982     | 8'52"40 | Nuova Delhi       | 26-11-1982 |             |
| 1981     | 9'06"75 | Manila            | 12-12-1981 |             |

## Palmarès
| Anno | Manifestazione              | Sede                | Evento        | Risultato  | Prestazione | Note                                     |
| ---- | --------------------------- | ------------------- | ------------- | ---------- | ----------- | ---------------------------------------- |
| 1981 | Giochi del Sud-est asiatico | Manila              | 3000 m siepi  | Bronzo     | 9'06"75     | Miglior prestazione personale stagionale |
| 1982 | Giochi asiatici             | Nuova Delhi         | 3000 m siepi  | Bronzo     | 8'52"40     | Miglior prestazione personale stagionale |
| 1983 | Giochi del Sud-est asiatico | Singapore           | 3000 m siepi  | Oro        | 8'57"70     |                                          |
| 1983 | Campionati asiatici         | Madinat al-Kuwait   | 3000 m siepi  | Argento    | 8'55"57     | Miglior prestazione personale stagionale |
| 1984 | Giochi olimpici             | Los Angeles         | 3000 m siepi  | Batterie   | 8'53"60     |                                          |
| 1985 | Campionati asiatici         | Giacarta            | 5000 m piani  |            | 14'48"01    |                                          |
| 1985 | Campionati asiatici         | Giacarta            | 3000 m siepi  | 4º         | 8'51"95     | Miglior prestazione personale stagionale |
| 1985 | Giochi del Sud-est asiatico | Bangkok             | 5000 m piani  | Oro        | 14'22"28    |                                          |
| 1985 | Giochi del Sud-est asiatico | Bangkok             | 3000 m siepi  | Oro        | 9'02"25     |                                          |
| 1986 | Giochi asiatici             | Seul                | 3000 m siepi  | 5º         | 8'50"02     | Miglior prestazione personale stagionale |
| 1987 | Giochi del Sud-est asiatico | Giacarta            | 5000 m piani  | Argento    | 15'05"33    |                                          |
| 1987 | Giochi del Sud-est asiatico | Giacarta            | 3000 m siepi  | Oro        | 9'08"03     |                                          |
| 1988 | Giochi olimpici             | Seul                | 3000 m siepi  | Semifinali | 8'35"09     | Record nazionale                         |
| 1991 | Giochi del Sud-est asiatico | Manila              | 5000 m piani  | Bronzo     | 14'35"36    | Miglior prestazione personale stagionale |
| 1991 | Giochi del Sud-est asiatico | Manila              | 3000 m siepi  | Oro        | 8'55"85     | Miglior prestazione personale stagionale |
| 1992 | Giochi olimpici             | Barcellona          | 3000 m siepi  | Batterie   | 9'14"48     |                                          |
| 1993 | Giochi del Sud-est asiatico | Singapore           | 1500 m piani  | Bronzo     | 3'49"00     | Miglior prestazione personale            |
| 1993 | Giochi del Sud-est asiatico | Singapore           | 3000 m siepi  | Argento    | 9'10"55     |                                          |
| 1995 | Giochi del Sud-est asiatico | Chiang Mai          | 5000 m piani  |            | 14'55"60    |                                          |
| 1995 | Giochi del Sud-est asiatico | Chiang Mai          | 3000 m siepi  | Oro        | 8'59"73     | Miglior prestazione personale stagionale |
| 1997 | Mondiali                    | Atene               | 3000 m siepi  | Batterie   | 9'17"82     |                                          |
| 1997 | Giochi del Sud-est asiatico | Giacarta            | 5000 m piani  | 6º         | 14'54"50    |                                          |
| 1997 | Giochi del Sud-est asiatico | Giacarta            | 3000 m siepi  | Oro        | 9'08"28     | Miglior prestazione personale stagionale |
| 1998 | Campionati asiatici         | Fukuoka             | 5000 m piani  | 13º        | 15'01"25    |                                          |
| 1998 | Campionati asiatici         | Fukuoka             | 10000 m piani | 8º         | 32'16"45    |                                          |
| 1999 | Giochi del Sud-est asiatico | Bandar Seri Begawan | 3000 m siepi  |            | 9'46"57     |                                          |